# برنتون وود
برنتون وود (انگلیسی: Brenton Wood؛ ۲۶ ژوئیهٔ ۱۹۴۱ – ۳ ژانویهٔ ۲۰۲۵) یک موسیقی‌دان اهل ایالات متحده آمریکا بود.